# Нуайяль (Кот-д’Армор)
Нуайя́ль (фр. Noyal, брет. Noual-Pentevr, галло Nóyau) — коммуна во Франции, находится в регионе Бретань. Департамент — Кот-д’Армор. Входит в состав кантона Ламбаль. Округ коммуны — Сен-Бриё.
Код INSEE коммуны — 22160.

## География
Коммуна расположена приблизительно в 360 км к западу от Парижа, в 75 км северо-западнее Ренна, в 22 км к востоку от Сен-Бриё.
Река Гуэссан образует западную границу коммуны.

## Население
Население коммуны на 2016 год составляло 889 человек.
| 1962 | 1968 | 1975 | 1982 | 1990 | 1999 | 2008 | 2016 |
| ---- | ---- | ---- | ---- | ---- | ---- | ---- | ---- |
| 443  | 463  | 508  | 616  | 754  | 770  | 820  | 889  |

## Администрация
| Период | Период | Фамилия     | Партия                  | Примечания |
| ------ | ------ | ----------- | ----------------------- | ---------- |
| 2001   | 2008   | Мишель Лапи |                         |            |
| 2008   |        | Робер Ро    | Социалистическая партия | тренер     |

## Экономика
В 2007 году среди 537 человек в трудоспособном возрасте (15—64 лет) 401 были экономически активными, 136 — неактивными (показатель активности — 74,7 %, в 1999 году было 75,1 %). Из 401 активных работали 380 человек (189 мужчин и 191 женщина), безработных было 21 (12 мужчин и 9 женщин). Среди 136 неактивных 49 человек были учениками или студентами, 65 — пенсионерами, 22 были неактивными по другим причинам.

## Достопримечательности
- Церковь Сен-Себастьен
  - Статуя Св. Роха (XVII век). Высота — 130 см, дерево. Исторический памятник с 1971 года[3]
  - Потир, дискос (XVIII век). Исторический памятник с 1966 года[4]
  - Дароносица (XVIII век). Исторический памятник с 1966 года[5]
- Замок Порт (XIX век). Исторический памятник с 2012 года[6]

## Фотогалерея

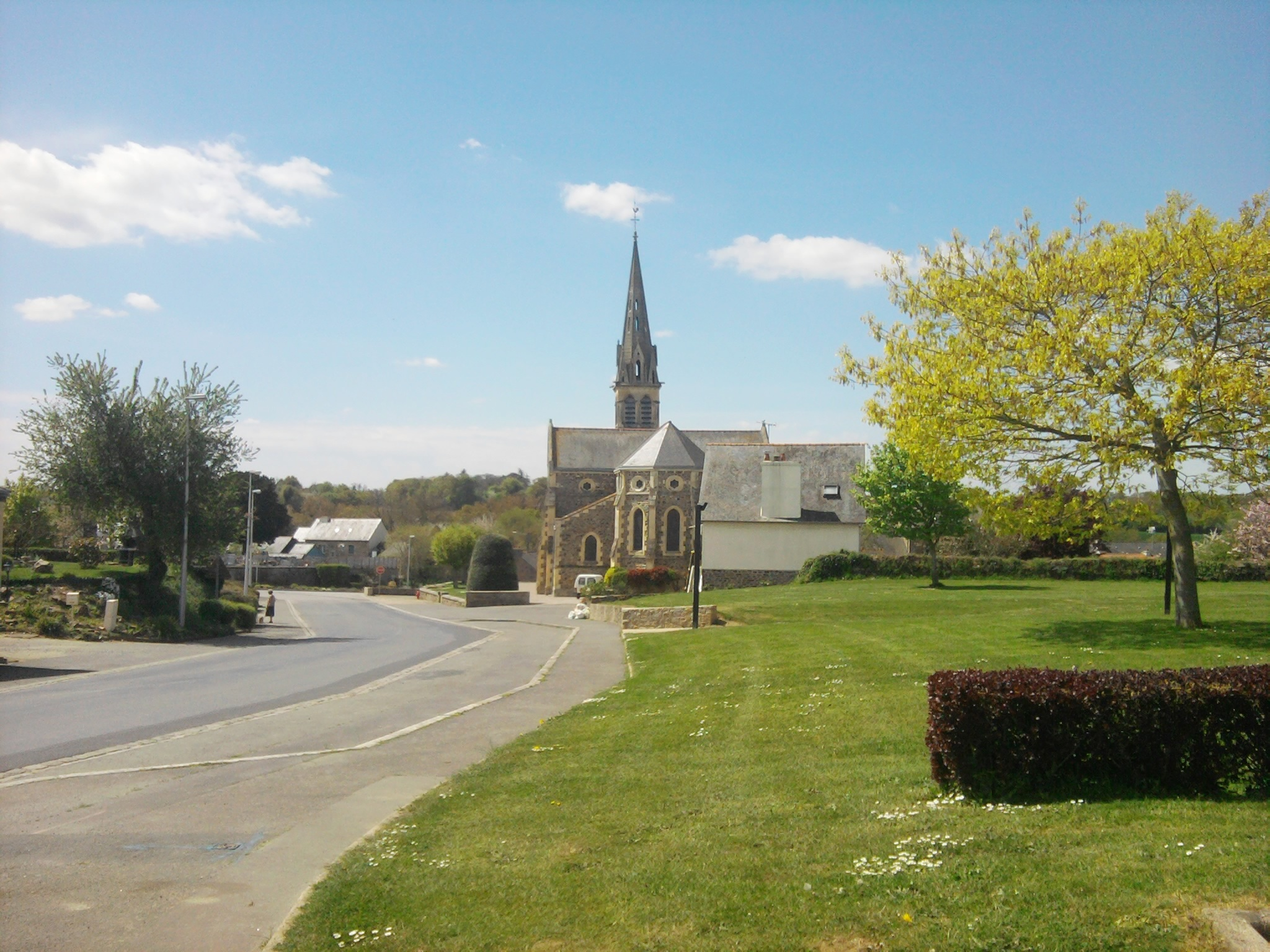
Улица Луи Энгана и церковь Сен-Себастьен
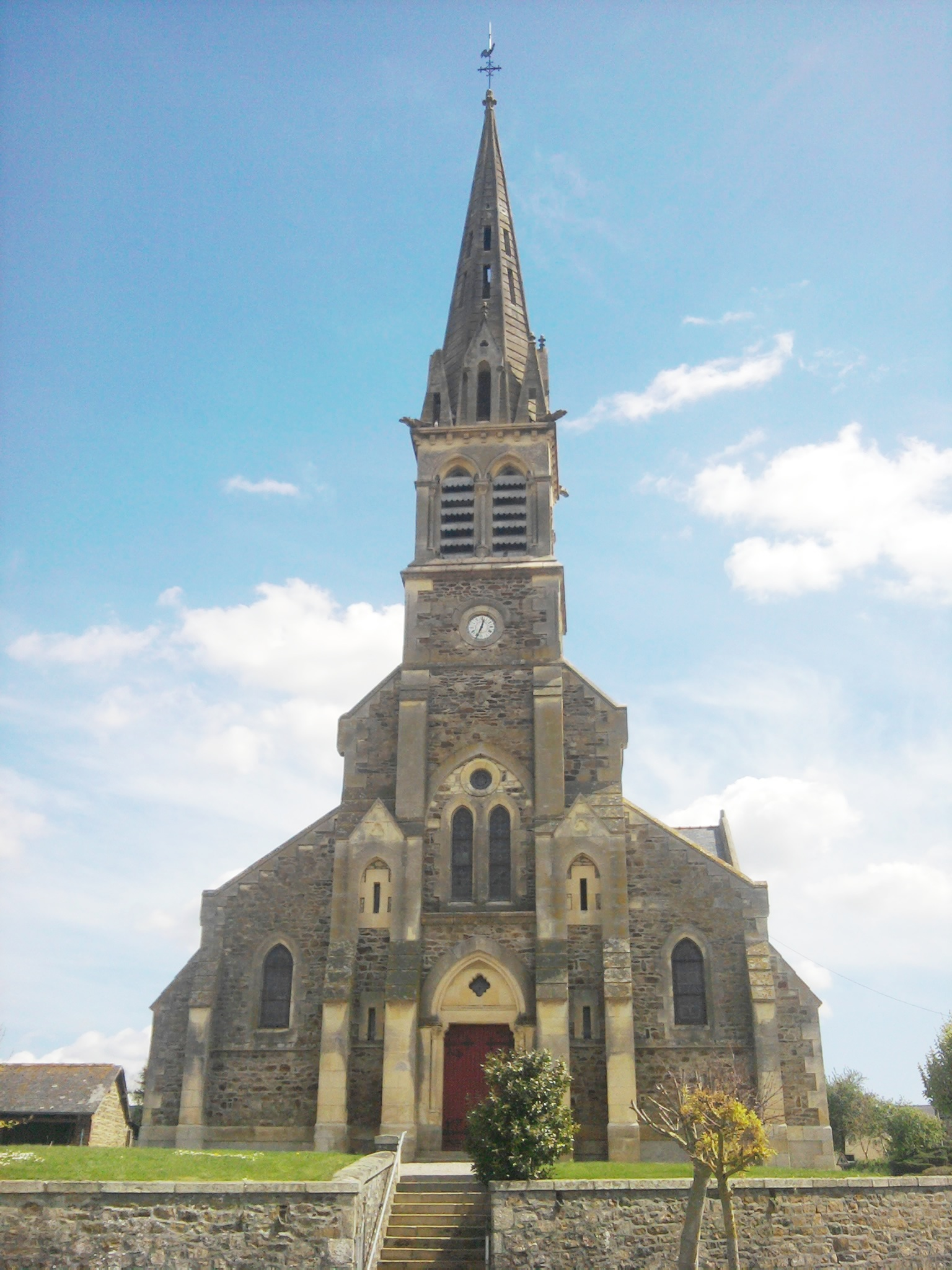
Церковь Сен-Себастьен
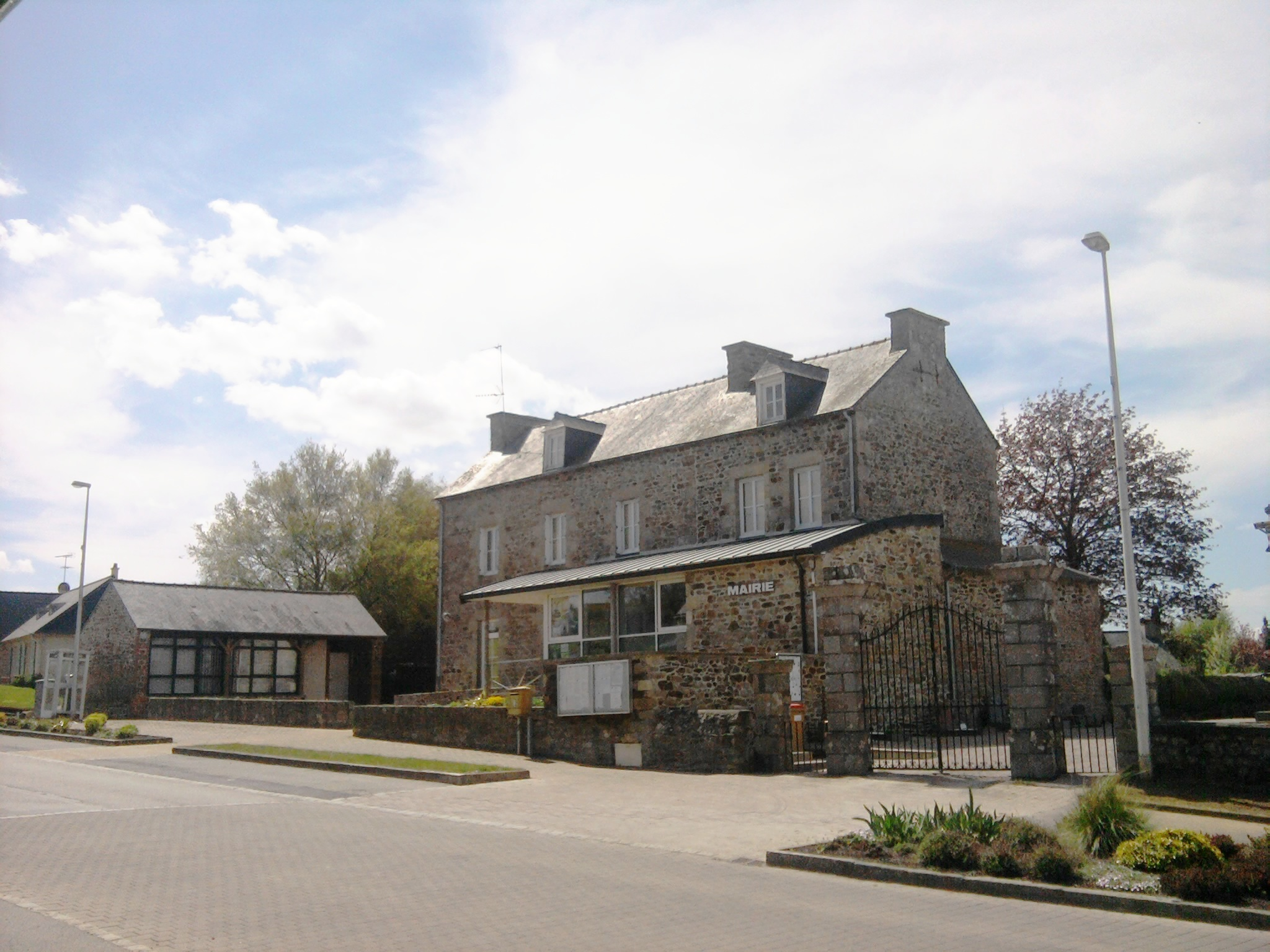
Мэрия
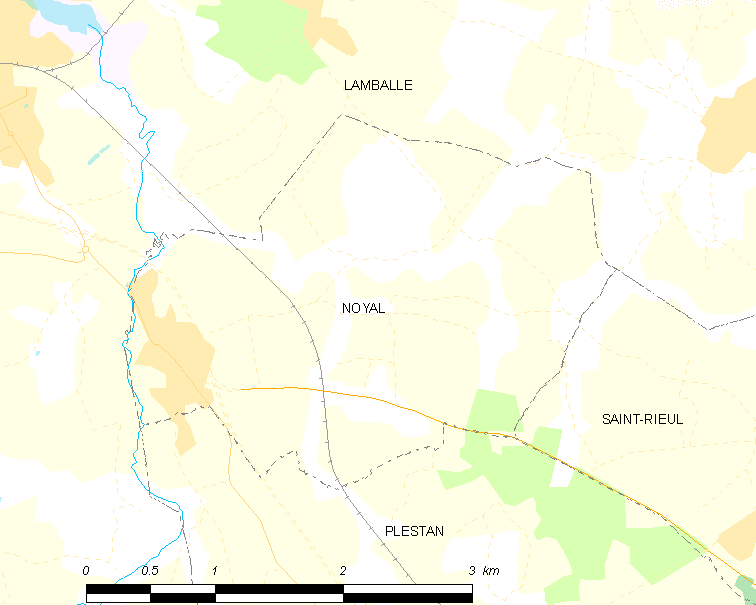
Карта коммуны